# Dolly Parton

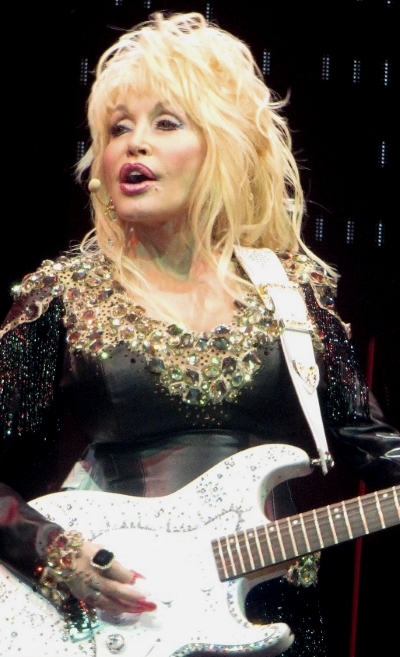
Dolly Parton (2014)

Dolly Rebecca Parton (* 19. Januar 1946 in Pittman Center, Sevier County, Tennessee) ist eine US-amerikanische Country-Sängerin, Songwriterin, Multiinstrumentalistin, Schauspielerin und Unternehmerin. Sie ist seit den 1970er-Jahren eine der erfolgreichsten Sängerinnen und Songautorinnen im Bereich Country- und Popmusik und hatte 25 Nummer-eins-, mehr als 50 Top-10- und rund 90 Top-40-Hits in den Country-Charts. Sie hat über 100 Millionen Alben verkauft, zehn Grammys erhalten und wurde in die Rock and Roll Hall of Fame aufgenommen.

## Leben
Dolly Parton wurde 1946 in Pittman Center als viertes von zwölf Kindern von Robert Lee Parton und Avie Lee Owens geboren und verbrachte ihre Jugend in den Smoky Mountains in Tennessee. Ihre Familie gilt als sehr musikalisch und hat viele Künstler hervorgebracht, wie zum Beispiel ihre Schwester Stella Parton, die mehrere Studioalben aufnahm, und ihren Bruder Randy Parton, ebenfalls Sänger. Früh entdeckt und gefördert wurde Partons Talent von ihrem Onkel Bill Owens, der sie zu Teilnahmen an unterschiedlichen Radiosendungen und Fernsehshows ermutigte.
In einem ihrer größten Hits, dem 1971 veröffentlichten Coat of Many Colors, berichtet sie von den ärmlichen, aber dennoch glücklichen Lebensumständen ihrer Kindheit. Im Alter von sieben Jahren lernte sie Gitarre spielen. Drei Jahre später trat sie zum ersten Mal öffentlich in Knoxville in einer Fernsehshow des Geschäftsmanns und Politikers Cas Walker auf. Am 30. Mai 1966 heiratete Parton in Ringgold, Georgia, den Bauunternehmer Carl Dean (1942–2025), den sie in einem Waschsalon kennengelernt hatte und mit dem sie fast 60 Jahre verheiratet war. Dean mied von Anfang an die Öffentlichkeit und gab keine Interviews. Das Paar bewohnte seit 1999 ein Haus in Brentwood bei Nashville. Ihr Mann starb im Alter von 82 Jahren am 3. März 2025 infolge einer Krebserkrankung. Parton ist die Patentante der Schauspielerin und Sängerin Miley Cyrus.
Dolly Parton steht dazu, seit ihrem 22. Lebensjahr Schönheitsoperationen vornehmen zu lassen und geht damit selbstironisch um. Sie möchte weiterhin mit plastischer Chirurgie altersbedingte Veränderungen aufhalten. 2020 startet sie die #DollyPartonChallenge im Netz, bei der sich die Teilnehmer mit einer Collage aus vier unterschiedlichen Fotos selbst darstellen. Über 200.000 User griffen dies auf, darunter auch zahlreiche Prominente.

### Musikalische Karriere

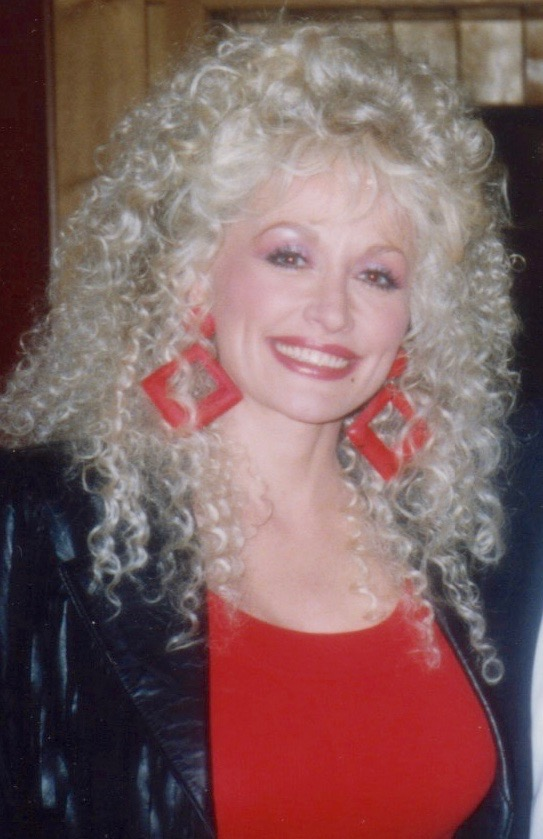
Dolly Parton (ca. 1989)

Im Alter von 13 Jahren gab Parton mit ihrem selbstgeschriebenen Lied Puppy Love ihr Debüt in der Grand Ole Opry. Nach ihrem Schulabschluss 1964 ging sie nach Nashville, wo sie zunächst als Songschreiberin arbeitete. Entdeckt und gefördert wurde sie von Country-Star Porter Wagoner, der an ihrer ersten Single Dumb Blonde (1966) Gefallen gefunden hatte und eine Sängerin für seine Fernsehshow suchte. In den folgenden Jahren produzierten Wagoner und Parton mehrere erfolgreiche Duette. Die Zusammenarbeit dauerte bis 1974. Dann hatte Parton ihren Mentor an Popularität überflügelt und begann eine sehr erfolgreiche Solokarriere.
Parton schreibt ihre Lieder meist selbst, sie werden oft gecovert. 1992 wurde ihr Song I Will Always Love You aus dem Jahr 1973 von Whitney Houston gecovert und machte ihn zur meistverkauften Single einer Sängerin weltweit. Jolene (1973), ein Country-Song, der auch in der Independent-Szene beliebt ist, ist mit mehr als 50 Coverversionen das am häufigsten interpretierte ihrer Stücke. In vielen ihrer Lieder besingt sie typische Themen wie unglückliche Liebe, Armut oder Gottvertrauen, aber sie macht auch mit Texten über Suizid, Inzest, Mord, Fehlgeburten und Geisteskrankheit auf sich aufmerksam. Ihr Titel Travelin’ Thru, den sie für den Film Transamerica (2006) schrieb, widmet sich dem Thema Transgeschlechtlichkeit. 
Zu den vielen Interpreten ihrer Songs zählen unter anderem The White Stripes, The Sisters of Mercy, Norah Jones und Shelby Lynne. 1966 gründete Parton gemeinsam mit ihrem Onkel und Schreibpartner Bill Owens den Musikverlag Owe-Par, wodurch sie die Rechte an ihren Songs von Anbeginn ihrer Karriere behalten konnte. In den 1970er-Jahren konnte sie aus diesem Grund ablehnen, dass Elvis Presley ihren Hit I Will Always Love You covert, weil er 50 Prozent der Verlagsrechte besitzen wollte – dies wäre ein Deal gewesen, den Parton nicht annehmen wollte.
Auch mit Kenny Rogers sang Parton zahlreiche Duette. Das erfolgreichste ist das von den Bee Gees geschriebene und produzierte Lied Islands in the Stream, das 1983 veröffentlicht wurde und an die Spitze der Charts kletterte. 2013 erschien das Duett You Can’t Make Old Friends, in dem Parton und Rogers ihre langjährige Zusammenarbeit und Freundschaft Revue passieren lassen. Wichtige Zusammenarbeiten ergaben sich auch mit Linda Ronstadt und Emmylou Harris, mit denen Parton eine Country-Supergroup bildete, die 1987 und 1999 die Alben Trio und Trio II veröffentlichte. Peter Gabriel hatte 1986 Don’t Give Up ursprünglich mit Bezug auf die US-amerikanische Roots-Musik geschrieben und Parton gebeten, das Stück mit ihm zu singen. Sie lehnte jedoch ab, und so nahm seine Freundin Kate Bush ihren Platz ein.
Parton hat rund 80 Alben aufgenommen; die meisten im Country-Stil, aber auch einige Pop-Alben. Sie widmete sich außerdem immer wieder der Gospelmusik und in den späten 1990ern auch mehr und mehr dem Bluegrass. Parton ist Mitglied der Country Music Hall of Fame sowie der Songwriters Hall of Fame; sie hat das Urheberrecht an über 3000 selbstverfassten Songs. Sie hält zahlreiche Rekorde und ist laut Billboard die reichste Frau in der Geschichte der Popmusik. Keine andere Sängerin schaffte es mit demselben Song zweimal an die Spitze der Charts (I Will Always Love You, 1973 und 1982). Als einzige Sängerin hatte sie innerhalb von vier Jahrzehnten 25 Nummer-eins-Hits.
2005 veröffentlichte Parton das Album Those Were the Days, eine Zusammenstellung von Coverversionen bekannter Hits aus den 1960er- und 1970er-Jahren, wie John Lennons Imagine und Cat Stevens’ Where Do the Children Play? Im Frühjahr 2008 folgte Backwoods Barbie, das erste Album, das bei ihrem eigenen Label Dolly Records erschien. Im Herbst 2008 fand die Premiere ihres Musicals 9 to 5 in Los Angeles statt.
2011 veröffentlichte Parton ihr 41. Studioalbum, Better Day, dessen Stücke sie auf ihrer gleichnamigen Welttournee präsentierte. Danach widmete sie sich nach längerer Pause wieder der Schauspielerei und übernahm an der Seite von Queen Latifah eine der Hauptrollen in der Musikkomödie Joyful Noise, für deren Soundtrack sie vier von zwölf Stücken schrieb. Das dazugehörige Duett From Here to the Moon and Back, das Parton mit Willie Nelson einsang, erschien 2014 auf ihrem Album Blue Smoke. Im Januar 2014 startete auch ihre Blue Smoke World Tour, die nach über 40 Jahren auch erstmals wieder Auftritte in Deutschland (Köln und Berlin) beinhaltete. Im Zuge dieser Welttournee trat sie im Juni 2014 auch erstmals beim Glastonbury Festival in England auf.

### Unternehmerin

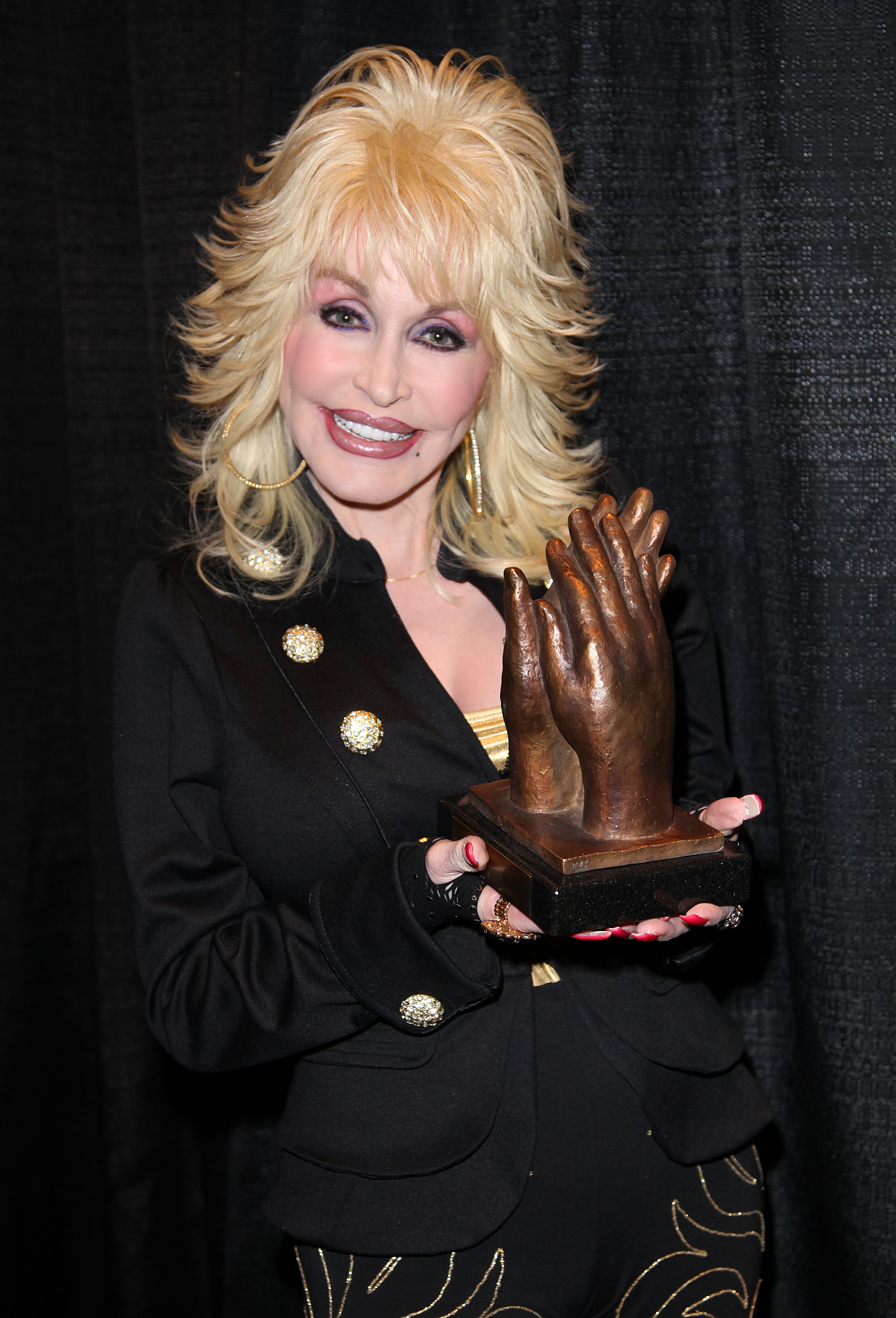
Dolly Parton (2010)

Seit 1986 ist Parton Miteigentümerin des in Pigeon Forge in Tennessee gelegenen Freizeitparks Dollywood. 2010 wurde dieser von einer Fachjury mit dem Applause Award ausgezeichnet und durfte sich für zwei Jahre „Der beste Freizeitpark der Welt“ nennen. Im Herbst 2013 kündigte Parton Investitionen in Höhe von 300 Millionen Dollar für die kommenden zehn Jahre an, um den Themenpark mit neuen Attraktionen und einem Familienresort erweitern zu können.
Im November 1979 brachte die Firma Bally einen Flipperautomaten mit dem Thema Dolly Parton heraus, der in enger Zusammenarbeit mit ihr gestaltet wurde. In den frühen 1990er-Jahren wurde von Revlon eine Kosmetik- und Perückenlinie Partons vertrieben.

### Soziales Engagement

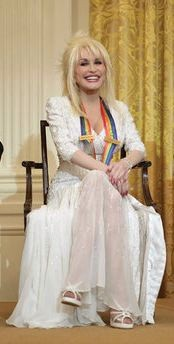
Parton beim Empfang im Weißen Haus im Rahmen ihrer Ehrung mit dem Kennedy-Preis, 2006

Kurz nach der Öffnung von Dollywood gründete sie im April 1988 die Dollywood Foundation, eine Non-Profit-Organisation, die zunächst damit begann, Stipendien an Highschool-Schüler des Sevier County, Partons Heimatregion in Tennessee, zu vergeben. Daraus erwuchs 1995 die Lese-Initiative Imagination Library, die im Rahmen des Programms Kindern ab dem Zeitpunkt ihrer Geburt bis zum Kindergartenbesuch jeden Monat ein Buch zukommen lässt. Damit will Parton ein Zeichen gegen Jugendanalphabetismus setzen. Zunächst ausschließlich im Sevier County tätig, wurde das Projekt 2004 auf nationaler Ebene und danach auch auf andere englischsprachige Länder ausgeweitet. Heute versendet die Imagination Library jeden Monat über eine Million Bücher in fünf Ländern. Im Zuge dessen arbeitete Parton auch als Kinderbuchautorin.
Im Mai 2009 hielt sie die Rede zur Abschlussfeier an der University of Tennessee, die als Grundlage für ihren 2013 erschienenen Ratgeber Dream More diente. Dort wurde ihr für ihre musikalischen, kulturellen und philanthropischen Leistungen ein Ehrendoktortitel verliehen. Damit ist sie die zweite Person, die diese Auszeichnung bisher verliehen bekam.
2016 gründete Parton den My People Fund, der nach den Waldbränden in Gatlinburg, Tennessee, betroffene Familien mit acht Millionen US-Dollar unterstützte. 200.000 US-Dollar gingen zudem auch an die Freiwillige Feuerwehr von Gatlinburg.
Im Zuge der Covid-19-Pandemie spendete sie im April 2020 eine Million US-Dollar für die Forschung am Vanderbilt University Medical Center in Nashville. Im November 2020 wurde bekanntgegeben, dass Partons Spende maßgeblich zur Entwicklung des Moderna-Impfstoffs beigetragen habe.
Des Weiteren wurde sie bereits mehrfach für ihr soziales Engagement im Bereich der Bildung sowie des Tierschutzes ausgezeichnet. Sie spendet und sammelt kontinuierlich Gelder für verschiedene humanitäre Organisationen. So hatte sie bereits in der Vergangenheit großzügige Summen an Krankenhäuser gespendet, unter anderem an das Monroe Carell Jr. Children’s Hospital at Vanderbilt Pediatric Cancer Program, in dem ihre Nichte erfolgreich wegen Leukämie behandelt worden war.
Parton befürwortet öffentlich die gleichgeschlechtliche Ehe. Da sie aus dem als konservativ geltenden sogenannten Bible Belt stammt, hatte sie wegen ihrer Unterstützung der Gay-Community mit Boykotten und Morddrohungen zu kämpfen.

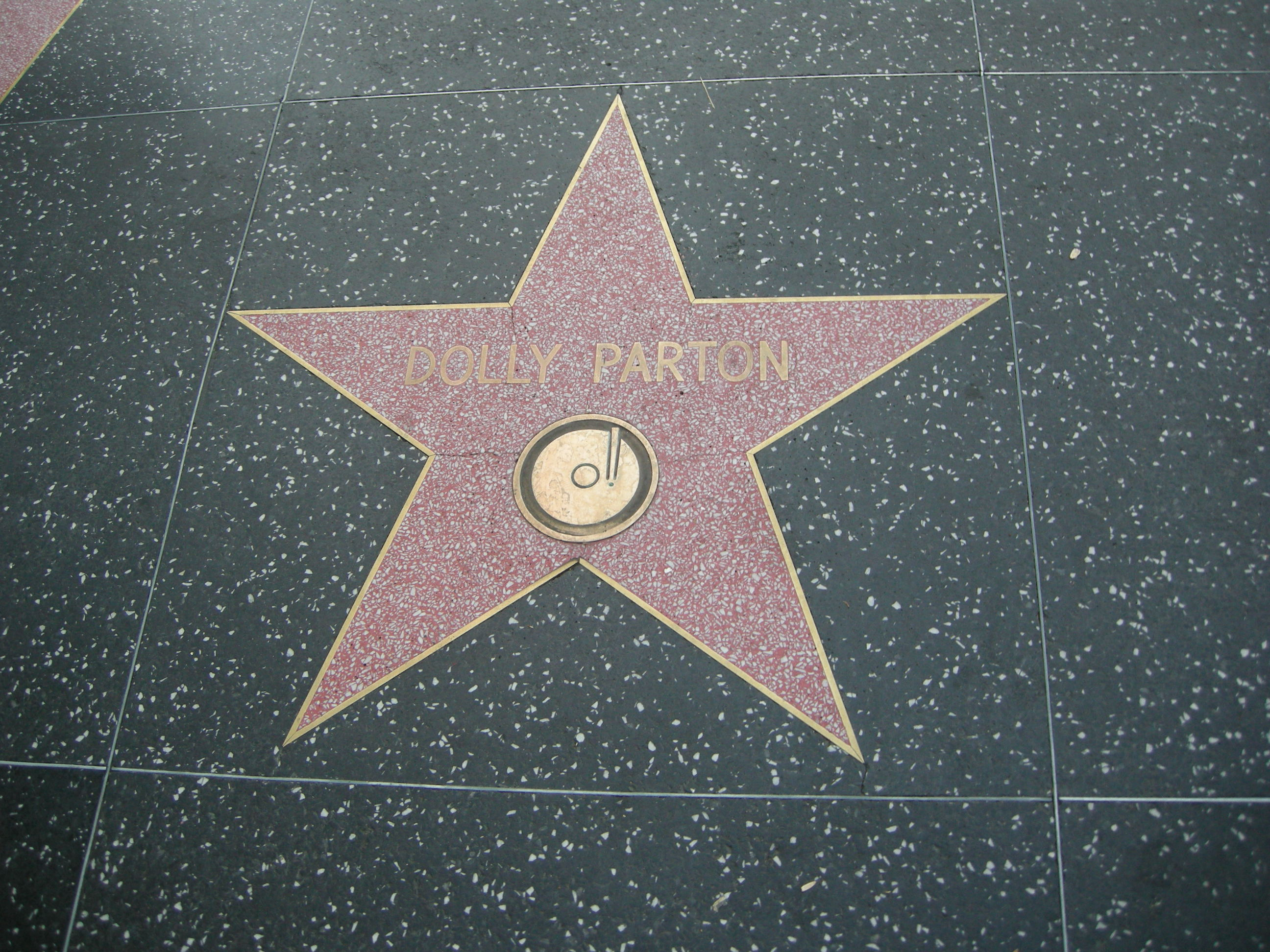
Stern auf dem Hollywood Walk of Fame

## Rezeption
Unter der Regie von Stephen Herek entstanden mit Dolly Parton’s Coat of Many Colors (2015) und Dolly Parton’s Christmas of Many Colors: Circle of Love (2016) zwei biographische Filme für das US-amerikanische Fernsehen.

### Namensgeberin
- 1997 wurde Parton ungefragt Namenspatin von Klonschaf Dolly. In Anspielung auf ihre großen Brüste hatten die Wissenschaftler, die ein Schaf aus Euterzellen geklont hatten, diesen Namen ausgewählt.[32]

- „Dolly Parton“ ist auch ein verbreiteter Spitzname für den russischen Panzer T-72A, bei dem die Panzerung an der Turmfront durch zwei aufgesetzte Taschen mit Verbundpanzerung verstärkt wird.[33]

- Am 12. Dezember 2022 wurde ein Asteroid nach ihr benannt: (10731) Dollyparton.[34]

### Auszeichnungen
Parton erhielt im Laufe ihrer musikalischen und schauspielerischen Karriere zahlreiche Auszeichnungen bzw. Nominierungen. Sie wurde zweimal für den Oscar nominiert: 1981 für ihren Filmsong 9 to 5 aus Warum eigentlich … bringen wir den Chef nicht um?, der ihr erster Nummer-eins-Hit in den Popcharts war, sowie 2006 mit Travelin’ Thru aus dem Film Transamerica.
Parton wurde fünfmal für den Golden Globe Award und 15 Mal für den American Music Award nominiert, wovon sie sich drei Auszeichnungen sichern konnte. Bei den Grammy Awards ist sie mit 49 Nominierungen in 50 Jahren (1970 bis 2020) als Künstlerin Rekordhalterin. Zehnmal gewann sie den bedeutendsten US-amerikanischen Musikpreis. 2011 bekam sie zudem den Grammy Lifetime Achievement Award und zwei ihrer Lieder, Jolene und I Will Always Love You, wurden in die Grammy Hall of Fame aufgenommen.
Im Dezember 2006 wurde Parton der Kennedy-Preis für ihr Lebenswerk verliehen. Während der Zeremonie traten einige der bekanntesten Namen der Country-Musik-Szene auf, um Parton ihre Wertschätzung auszudrücken und ihre erfolgreichsten Hits zu interpretieren: Carrie Underwood sang Islands in the Stream, während Alison Krauss Jolene und zusammen mit Shania Twain Coat of Many Colors darbot. Auch Reba McEntire und Reese Witherspoon waren als Rednerinnen anwesend.
Im Bereich der Gospelmusik wurde sie 2008 in die Gospel Music Hall of Fame aufgenommen und 2020 gewann sie, nachdem sie bereits mehrmals nominiert worden war, den Gospelpreis GMA Dove Award für das Video zu God Only Knows.
Im Mai 2022 wurde Parton in die Rock and Roll Hall of Fame aufgenommen. Der Rolling Stone listete Parton auf Rang 73 der 100 größten Sänger sowie auf Rang 31 der 100 größten Songwriter aller Zeiten.
2026 Jean Hersholt Humanitarian Award

## Diskografie
Studioalben

| Jahr | Titel Musiklabel Katalog-Nr.                                              | Höchstplatzierung, Gesamtwochen, AuszeichnungChartplatzierungen (Jahr, Titel, Musiklabel Katalog-Nr., Platzierungen, Wochen, Auszeichnungen, Anmerkungen) | Höchstplatzierung, Gesamtwochen, AuszeichnungChartplatzierungen (Jahr, Titel, Musiklabel Katalog-Nr., Platzierungen, Wochen, Auszeichnungen, Anmerkungen) | Höchstplatzierung, Gesamtwochen, AuszeichnungChartplatzierungen (Jahr, Titel, Musiklabel Katalog-Nr., Platzierungen, Wochen, Auszeichnungen, Anmerkungen) | Höchstplatzierung, Gesamtwochen, AuszeichnungChartplatzierungen (Jahr, Titel, Musiklabel Katalog-Nr., Platzierungen, Wochen, Auszeichnungen, Anmerkungen) | Höchstplatzierung, Gesamtwochen, AuszeichnungChartplatzierungen (Jahr, Titel, Musiklabel Katalog-Nr., Platzierungen, Wochen, Auszeichnungen, Anmerkungen) | Höchstplatzierung, Gesamtwochen, AuszeichnungChartplatzierungen (Jahr, Titel, Musiklabel Katalog-Nr., Platzierungen, Wochen, Auszeichnungen, Anmerkungen) | Anmerkungen |
| Jahr | Titel Musiklabel Katalog-Nr.                                              | DE | AT | CH | UK | US | Country | Anmerkungen |
| ---- | ------------------------------------------------------------------------- | --- | --- | --- | --- | --- | --- | --- |
| 1967 | Hello, I’m Dolly Monument 18085                                           | — | — | — | — | — | Country11 (14 Wo.)Country | Erstveröffentlichung: 18. September 1967 Produzent: Fred Foster                                                                            |
| 1968 | Just Between You and Me RCA Victor 3926                                   | — | — | — | — | — | Country8 (27 Wo.)Country | Erstveröffentlichung: 15. Januar 1968 mit Porter Wagoner Produzent: Bob Ferguson                                                           |
| 1968 | Just Because I’m a Woman RCA Victor 3949                                  | — | — | — | — | — | Country22 (9 Wo.)Country | Erstveröffentlichung: 15. April 1968 Produzent: Bob Ferguson                                                                               |
| 1968 | Just the Two of Us RCA Victor 4039                                        | — | — | — | — | US184 (4 Wo.)US | Country5 (49 Wo.)Country | Erstveröffentlichung: 9. September 1968 mit Porter Wagoner Produzent: Bob Ferguson                                                         |
| 1969 | In the Good Old Days (When Times Were Bad) RCA Victor 4099                | — | — | — | — | — | Country15 (11 Wo.)Country | Erstveröffentlichung: 3. Februar 1969 Produzent: Bob Ferguson                                                                              |
| 1969 | Always, Always RCA Victor 4186                                            | — | — | — | — | US162 (5 Wo.)US | Country5 (27 Wo.)Country | Erstveröffentlichung: 30. Juni 1969 mit Porter Wagoner Produzent: Bob Ferguson                                                             |
| 1969 | My Blue Ridge Mountain Boy RCA Victor 4188                                | — | — | — | — | US194 (2 Wo.)US | Country6 (28 Wo.)Country | Erstveröffentlichung: 8. September 1969 Produzent: Bob Ferguson                                                                            |
| 1970 | The Fairest of Them All RCA Victor 4288                                   | — | — | — | — | — | Country13 (17 Wo.)Country | Erstveröffentlichung: 2. Februar 1970 Produzent: Bob Ferguson                                                                              |
| 1970 | Porter Wayne and Dolly Rebecca RCA Victor 4305                            | — | — | — | — | US137 (7 Wo.)US | Country4 (25 Wo.)Country | Erstveröffentlichung: 9. März 1970 mit Porter Wagoner Produzent: Bob Ferguson                                                              |
| 1970 | Once More RCA Victor 4388                                                 | — | — | — | — | US191 (2 Wo.)US | Country7 (24 Wo.)Country | Erstveröffentlichung: 3. August 1970 mit Porter Wagoner Produzent: Bob Ferguson                                                            |
| 1971 | Two of a Kind RCA Victor 4490                                             | — | — | — | — | US142 (3 Wo.)US | Country13 (14 Wo.)Country | Erstveröffentlichung: 8. Februar 1971 mit Porter Wagoner Produzent: Bob Ferguson                                                           |
| 1971 | Golden Streets of Glory RCA Victor 4398                                   | — | — | — | — | — | Country22 (8 Wo.)Country | Erstveröffentlichung: 15. Februar 1971 Produzent: Bob Ferguson                                                                             |
| 1971 | Joshua RCA Victor 4507                                                    | — | — | — | — | US198 (1 Wo.)US | Country16 (12 Wo.)Country | Erstveröffentlichung: 19. April 1971 Produzent: Bob Ferguson                                                                               |
| 1971 | Coat of Many Colors RCA Victor 4603                                       | — | — | — | — | — | Country7 (23 Wo.)Country | Erstveröffentlichung: 4. Oktober 1971 Platz 301 der Rolling Stone 500 (Liste 2012) Produzent: Bob Ferguson                                 |
| 1972 | The Right Combination: Burning the Midnight Oil RCA Victor 4628           | — | — | — | — | — | Country6 (16 Wo.)Country | Erstveröffentlichung: 3. Januar 1972 mit Porter Wagoner Produzent: Bob Ferguson                                                            |
| 1972 | Touch Your Woman RCA Victor 4686                                          | — | — | — | — | — | Country19 (10 Wo.)Country | Erstveröffentlichung: 10. März 1972 Produzent: Bob Ferguson                                                                                |
| 1972 | Together Always RCA Victor 4761                                           | — | — | — | — | — | Country3 (19 Wo.)Country | Erstveröffentlichung: 11. September 1972 mit Porter Wagoner Produzent: Bob Ferguson                                                        |
| 1972 | My Favorite Songwriter: Porter Wagoner RCA Victor 4752                    | — | — | — | — | — | Country33 (7 Wo.)Country | Erstveröffentlichung: 2. Oktober 1972 Produzent: Bob Ferguson                                                                              |
| 1973 | We Found It RCA Victor 4841                                               | — | — | — | — | — | Country20 (10 Wo.)Country | Erstveröffentlichung: 12. Februar 1973 mit Porter Wagoner Produzent: Bob Ferguson                                                          |
| 1973 | My Tennessee Mountain Home RCA Victor 0033                                | — | — | — | — | — | Country19 (10 Wo.)Country | Erstveröffentlichung: 2. April 1973 Produzent: Bob Ferguson                                                                                |
| 1973 | Love and Music RCA Victor 0248                                            | — | — | — | — | — | Country8 (23 Wo.)Country | Erstveröffentlichung: 2. Juli 1973 mit Porter Wagoner Produzent: Bob Ferguson                                                              |
| 1973 | Bubbling Over RCA Victor 0286                                             | — | — | — | — | — | Country14 (20 Wo.)Country | Erstveröffentlichung: 14. Oktober 1973 Produzent: Bob Ferguson                                                                             |
| 1974 | Jolene RCA Victor 0473                                                    | — | — | — | — | US— GoldUS | Country6 (23 Wo.)Country | Erstveröffentlichung: 4. Februar 1974 Produzent: Bob Ferguson                                                                              |
| 1974 | Porter ’n’ Dolly RCA Victor 0646                                          | — | — | — | — | — | Country8 (25 Wo.)Country | Erstveröffentlichung: 19. August 1974 mit Porter Wagoner Produzent: Bob Ferguson                                                           |
| 1974 | Love Is Like a Butterfly RCA Victor 0712                                  | — | — | — | — | — | Country7 (23 Wo.)Country | Erstveröffentlichung: 16. September 1974 Produzent: Bob Ferguson                                                                           |
| 1975 | The Bargain Store RCA Victor 0950                                         | — | — | — | — | — | Country9 (23 Wo.)Country | Erstveröffentlichung: 17. Februar 1975 Produzenten: Bob Ferguson, Porter Wagoner                                                           |
| 1975 | Say Forever You’ll Be Mine RCA Victor 1116                                | — | — | — | — | — | Country6 (15 Wo.)Country | Erstveröffentlichung: 18. August 1975 mit Porter Wagoner Produzent: Bob Ferguson                                                           |
| 1975 | Dolly: The Seeker / We Used To RCA Victor 1221                            | — | — | — | — | — | Country14 (16 Wo.)Country | Erstveröffentlichung: 15. September 1975 Produzent: Porter Wagoner                                                                         |
| 1976 | All I Can Do RCA Victor 1665                                              | — | — | — | — | — | Country3 (25 Wo.)Country | Erstveröffentlichung: 16. August 1976 Produzenten: Porter Wagoner, Dolly Parton                                                            |
| 1977 | New Harvest … First Gathering RCA Victor 2188                             | — | — | — | — | US71 (21 Wo.)US | Country1 (29 Wo.)Country | Erstveröffentlichung: 14. Februar 1977 Produzent: Dolly Parton                                                                             |
| 1977 | Here You Come Again RCA Victor 2544                                       | — | — | — | — | US20 Platin · (47 Wo.)US | Country1 (57 Wo.)Country | Erstveröffentlichung: 3. Oktober 1977 Grammy (Beste Countrysängerin) Produzent: Gary Klein                                                 |
| 1978 | Heartbreaker RCA Victor 2797                                              | — | — | — | — | US27 Gold · (34 Wo.)US | Country1 (45 Wo.)Country | Erstveröffentlichung: 17. Juli 1978 Produzent: Gary Klein                                                                                  |
| 1979 | Great Balls of Fire RCA Victor 3361                                       | — | — | — | — | US40 Gold · (17 Wo.)US | Country4 (26 Wo.)Country | Erstveröffentlichung: 28. Mai 1979 Produzenten: Dean Parks, Gregg Perry                                                                    |
| 1980 | Dolly, Dolly, Dolly RCA Victor 3546                                       | — | — | — | — | US71 (13 Wo.)US | Country7 (30 Wo.)Country | Erstveröffentlichung: 14. April 1980 Produzent: Gary Klein                                                                                 |
| 1980 | Porter & Dolly RCA Victor 3700                                            | — | — | — | — | — | Country9 (31 Wo.)Country | Erstveröffentlichung: 4. August 1980 Produzent: Porter Wagoner                                                                             |
| 1981 | 9 to 5 and Odd Jobs RCA Victor 3852                                       | — | — | — | — | US11 Gold · (34 Wo.)US | Country1 (49 Wo.)Country | Erstveröffentlichung: 17. November 1980 Produzenten: Mike Post, Greg Perry                                                                 |
| 1982 | Heartbreak Express RCA Victor 4289                                        | — | — | — | — | US106 (12 Wo.)US | Country5 (25 Wo.)Country | Erstveröffentlichung: 29. März 1982 Produzent: Dolly Parton                                                                                |
| 1982 | Kris, Willie, Dolly & Brenda… The Winning Hand Monument 38389             | — | — | — | — | US109 (14 Wo.)US | Country4 (24 Wo.)Country | Erstveröffentlichung: 1. November 1982 mit Willie Nelson, Kris Kristofferson, Brenda Lee Produzent: Fred Foster                            |
| 1983 | Burlap & Satin RCA Victor 4691                                            | — | — | — | — | US127 (11 Wo.)US | Country5 (24 Wo.)Country | Erstveröffentlichung: 2. Mai 1983 Produzenten: Dolly Parton, Gregg Perry                                                                   |
| 1984 | The Great Pretender RCA Victor 4940                                       | — | — | — | — | US73 (14 Wo.)US | Country7 (22 Wo.)Country | Erstveröffentlichung: 23. Januar 1984 Produzent: Val Garay                                                                                 |
| 1984 | Once Upon a Christmas RCA Victor 5307                                     | — | — | — | — | US31 ×2Doppelplatin · (35 Wo.)US | Country12 (42 Wo.)Country | Erstveröffentlichung: 29. Oktober 1984 mit Kenny Rogers Produzenten: David Foster, Kenny Rogers                                            |
| 1985 | Real Love MCA 5414                                                        | — | — | — | — | — | Country9 (40 Wo.)Country | Erstveröffentlichung: 21. Januar 1985 Produzent: David Malloy                                                                              |
| 1987 | Trio Warner 25491                                                         | — | — | — | UK60 (4 Wo.)UK | US6 Platin · (48 Wo.)US | Country1 (84 Wo.)Country | Erstveröffentlichung: 2. März 1987 mit Linda Ronstadt und Emmylou Harris Grammy (Beste Country-Gesangsgruppe) Produzent: George Massenburg |
| 1987 | Rainbow Columbia 40968                                                    | — | — | — | — | US153 (8 Wo.)US | Country18 (24 Wo.)Country | Erstveröffentlichung: 27. November 1987 Produzent: Steve „Gold-E“ Goldstein                                                                |
| 1989 | White Limozeen Columbia 44384                                             | — | — | — | — | US— GoldUS | Country3 (100 Wo.)Country | Erstveröffentlichung: 26. Mai 1989 Produzent: Ricky Skaggs                                                                                 |
| 1990 | Home for Christmas Columbia 46796                                         | — | — | — | — | US— GoldUS | Country74 (2 Wo.)Country | Erstveröffentlichung: 7. Dezember 1990 Produzenten: Gary W. Smith, Dolly Parton                                                            |
| 1991 | Eagle When She Flies Columbia 46882                                       | — | — | — | — | US24 Platin · (47 Wo.)US | Country1 (73 Wo.)Country | Erstveröffentlichung: 8. März 1991 Produzenten: Steve Buckingham, Gary Smith                                                               |
| 1993 | Slow Dancing with the Moon Columbia 53199                                 | — | — | — | — | US16 Platin · (25 Wo.)US | Country4 (35 Wo.)Country | Erstveröffentlichung: 19. Februar 1993 Produzenten: Steve Buckingham, Dolly Parton                                                         |
| 1993 | Honky Tonk Angels Columbia 53414                                          | — | — | — | — | US42 Gold · (16 Wo.)US | Country6 (24 Wo.)Country | Erstveröffentlichung: 29. Oktober 1993 mit Loretta Lynn und Tammy Wynette                                                                  |
| 1995 | Something Special Columbia 67140                                          | — | — | — | — | US54 (14 Wo.)US | Country10 (21 Wo.)Country | Erstveröffentlichung: August 1995 Produzent: Steve Buckingham                                                                              |
| 1996 | Treasures Rising Tide 53041                                               | — | — | — | — | US122 (10 Wo.)US | Country21 (21 Wo.)Country | Erstveröffentlichung: 24. September 1996 Produzent: Steve Buckingham                                                                       |
| 1998 | Hungry Again Decca 70041                                                  | — | — | — | UK41 (3 Wo.)UK | US167 (2 Wo.)US | Country23 (16 Wo.)Country | Erstveröffentlichung: 25. August 1998 Produzent: Richie Owens                                                                              |
| 1999 | Trio II Asylum 62275                                                      | — | — | — | — | US62 Gold · (14 Wo.)US | Country4 (37 Wo.)Country | Erstveröffentlichung: 9. Februar 1999 mit Linda Ronstadt und Emmylou Harris Produzenten: George Massenburg, Linda Ronstadt                 |
| 1999 | The Grass Is Blue Blue Eye 3900                                           | — | — | — | — | US198 (1 Wo.)US | Country24 (35 Wo.)Country | Erstveröffentlichung: 4. Oktober 1999 Grammy (Bluegrass Album) Produzent: Steve Buckingham                                                 |
| 2001 | Little Sparrow Blue Eye 3927                                              | — | — | — | UK30 Silber · (7 Wo.)UK | US97 (9 Wo.)US | Country12 (37 Wo.)Country | Erstveröffentlichung: 16. Januar 2001 Grammy für Shine als (Beste Countrysängerin) Produzent: Steve Buckingham                             |
| 2002 | Halos & Horns Blue Eye 3946                                               | — | — | — | UK37 (5 Wo.)UK | US58 (10 Wo.)US | Country4 (38 Wo.)Country | Erstveröffentlichung: 9. Juli 2002 Produzent: Dolly Parton                                                                                 |
| 2003 | For God and Country Blue Eye 79756                                        | — | — | — | — | US167 (1 Wo.)US | Country23 (10 Wo.)Country | Erstveröffentlichung: 11. November 2003 Produzenten: Dolly Parton, Kent Wells, Tony Smith                                                  |
| 2006 | Those Were the Days Blue Eye 4007                                         | — | — | — | UK35 (3 Wo.)UK | US48 (6 Wo.)US | Country9 (19 Wo.)Country | Erstveröffentlichung: 11. Oktober 2005 Produzent: Dolly Parton                                                                             |
| 2008 | Backwoods Barbie Dolly 925                                                | — | — | — | UK35 (5 Wo.)UK | US17 (17 Wo.)US | Country2 (50 Wo.)Country | Erstveröffentlichung: 26. Februar 2008 Produzenten: Dolly Parton, Kent Wells                                                               |
| 2011 | Better Day Dolly 528216                                                   | — | — | — | UK9 Silber · (8 Wo.)UK | US51 (6 Wo.)US | Country11 (13 Wo.)Country | Erstveröffentlichung: 28. Oktober 2011 Produzenten: Dolly Parton, Kent Wells                                                               |
| 2014 | Blue Smoke Dolly 03269                                                    | DE34 (1 Wo.)DE | — | — | UK2 Platin · (40 Wo.)UK | US6 (6 Wo.)US | Country2 (13 Wo.)Country | Erstveröffentlichung: 9. Mai 2014 in UK als Doppelalbum inkl. The Best Of Produzenten: Buddy Cannon, Kent Wells                            |
| 2016 | Pure & Simple Dolly 35123                                                 | DE79 (1 Wo.)DE | — | CH25 (3 Wo.)CH | UK2 Silber · (8 Wo.)UK | US11 (9 Wo.)US | Country1 (22 Wo.)Country | Erstveröffentlichung: 19. August 2016 |
| 2020 | A Holly Dolly Christmas                                                   | — | — | — | UK16 (7 Wo.)UK | US16 (20 Wo.)US | Country1 (28 Wo.)Country | Erstveröffentlichung: 2. Oktober 2020 |
| 2022 | Run, Rose, Run                                                            | — | — | — | UK23 (2 Wo.)UK | US34 (2 Wo.)US | Country4 (4 Wo.)Country | Erstveröffentlichung: 4. März 2022 |
| 2023 | Rockstar                                                                  | DE18 (3 Wo.)DE | AT8 (2 Wo.)AT | CH2 (6 Wo.)CH | UK5 (2 Wo.)UK | US3 Gold · (7 Wo.)US | Country1 (8 Wo.)Country | Erstveröffentlichung: 17. November 2023 |
| 2025 | Smoky Mountain DNA – Family, Faith and Fables Virgin Records 019870411935 | — | — | — | — | — | — | Erstveröffentlichung: 24. Januar 2025 |

grau schraffiert: keine Chartdaten aus diesem Jahr verfügbar
Weitere Studioalben
- 1992: Lassoes ’n Spurs (mit Porter Wagoner)
- 1995: 2 Gether On (mit Porter Wagoner)
- 1999: Precious Memories
- 2009: Sha-Kon-O-Hey! Land of Blue Smoke

## Filmografie (Auswahl)
Spielfilme
- 1980: Warum eigentlich … bringen wir den Chef nicht um? (Nine to Five)
- 1982: Das schönste Freudenhaus in Texas (The Best Little Whorehouse in Texas)
- 1984: Der Senkrechtstarter (Rhinestone)
- 1989: Magnolien aus Stahl (Steel Magnolias)
- 1992: Straight Talk – Sag’s offen, Shirlee!
- 2005: Miss Undercover 2 – Fabelhaft und bewaffnet (Miss Congeniality 2: Armed and Fabulous, Gastauftritt)
- 2012: Joyful Noise

Konzertfilme
- 1983: Dolly in London
- 1985: Kenny & Dolly: Real Love
- 1996: Treasures
- 2003: Live and Well
- 2009: Live in London

Fernsehen
- 1968–1974: The Porter Wagoner Show (Fernsehshow)
- 1975–1976: Dolly! (Fernsehshow)
- 1984: Once Upon a Christmas (Fernsehfilm)
- 1986: Smoky Mountain Christmas (Fernsehfilm)
- 1987–1988: Dolly! (Fernsehshow)
- 1990: Mann muss nicht sein (Designing Women, Fernsehserie, Gastauftritte in zwei Episoden)
- 1991: Wild Texas Wind (Fernsehfilm)
- 1993: Die Beverly Hillbillies sind los! (The Beverly Hillbillies, Gastauftritt)
- 1996: Unlikely Angel – Ein Engel auf Probe (Fernsehfilm)
- 1999: Die Simpsons (10x12, Gastauftritt)
- 1999: Melodie der Leidenschaft (Blue Valley Songbird, Fernsehfilm)
- 2002: Frank McKlusky, C.I.
- 2005: Reba (Gastauftritt)
- 2006/2007/2010: Hannah Montana (Gastauftritte in vier Episoden)
- 2008: American Idol Staffel 7, Fernsehshow
- 2013: A Country Christmas Story (Fernsehfilm)
- 2019: Dolly Partons Herzensgeschichten (Dolly Parton’s Hearstrings, Fernsehserie, 8 Episoden für Netflix)
- 2019: Liebe im Weihnachtspark (Christmas at Dollywood, Fernsehfilm)
- 2020: Dolly Parton’s Christmas on the Square (Fernsehmusical)
- 2022: The Orville (3x8, Gastauftritt)
- 2022: Grace und Frankie (Fernsehserie 7x16)

## Publikationen
- Dolly Parton: Dolly. My Life and Other Unfinished Business, HarperCollins, 1994. (Autobiographie)
- Dolly Parton, Judith Sutton: Coat of Many Colors, HarperCollins, 1996. (illustriertes Kinderbuch)
- Dolly Parton, Heather Sheffield: I Am a Rainbow, Putnam Juvenile, 2009. (illustriertes Kinderbuch)
- Dolly Parton: Dream More. Celebrate the Dreamer in You, Riverhead Trade, 2012.